# Bob Frankston
Robert «Bob» M. Frankston (nascut el 14 de juny de 1949 a Brooklyn, Nova York) és el cocreador amb Dan Bricklin del full de càlcul VisiCalc i cofundador de Software Arts, l'empresa que el va desenvolupar.
Frankston es va graduar el 1966 a l'Escola Secundària Stuyvesant de Nova York i el 1970 al MIT.